# Ксенієве
Ксе́нієве — проміжна залізнична станція Одеської дирекції Одеської залізниці.
Розташована в селі Малодолинське Одеського району Одеської області на лінії Одеса-Застава I — Арциз між станціями Одеса-Західна (10 км) та Аккаржа (10,5 км).
Станцію було відкрито 1926 року. Електрифіковано станцію у складі лінії Одеса — Бугаз 1973 року.